# Kuhiformák
A kuhiformák (Elaninae)  a madarak osztályának vágómadár-alakúak (Accipitriformes) rendjébe és a vágómadárfélék (Accipitridae) családjába tartozó alcsalád.

## Rendszerezésük
A alcsaládhoz az alábbi nemek és fajok tartoznak ide:
- Gampsonyx  (Vigors, 1825) – 1 faj 
  - törpekuhi (Gampsonyx swainsonii)

- Chelictinia  (Lesson, 1843) – 1 faj 
  - ollósfarkú kánya (Chelictinia riocourii)

- Elanus  (Savigny, 1809) – 4 faj
  - feketeszárnyú kuhi (Elanus caeruleus)
  - ausztrál kuhi (Elanus axillaris)
  - amerikai kuhi (Elanus leucurus)
  - éjjeli kuhi (Elanus scriptus)